# لي نيومان
لي نيومان (بالإنجليزية: Leigh Newman)‏ هي كاتِبة أمريكية، ولدت في 15 مايو 1971 في أنكوريج في الولايات المتحدة.